# Милорад Кораћ
Милорад Кораћ (Пожега, 10. март 1969) бивши је југословенски и српски фудбалски голман. 

## Каријера
Каријеру почео у ФК Слобода Ужице потом наставио у ФК Бечеј да би након тога прешао у ФК Обилић. Након Обилића брани у Турској за Ерзурумспор и Коџаелиспор, потом се вратио у Србију и бранио за београдски Хајдук а последњи клуб му је био азербејџански Хазар Ланкаран.
Као трећи голман репрезентације СР Југославије је био учесник Европског првенства 2000. у Белгији и Холандији. Позив је добио након што се Александар Коцић на последњем тренингу репрезентације пред ЕП оклизнуо у купатилу и сломио прст на десном стопалу. Ипак Кораћ никад није дебитовао за репрезентацију